# Reiner Groß
Reiner Groß (* 3. August 1937 in Zwickau) ist ein deutscher Historiker und Archivar. Er war Direktor des Sächsischen Hauptstaatsarchivs in Dresden und lehrte Sächsische Landesgeschichte an der Technischen Universität Chemnitz.

## Leben und Wirken
Groß studierte zwischen 1954 und 1960 Geschichte, Historische Hilfswissenschaften, Pädagogik und Archivwissenschaft an der Universität Leipzig und der Humboldt-Universität zu Berlin. Anschließend erhielt er eine Stelle als wissenschaftlicher Archivar am damaligen Landeshauptarchiv Dresden. Im Jahr 1964 wurde er promoviert an der Universität Rostock mit einer Dissertation über Die bürgerliche Agrarreform in Sachsen in der ersten Hälfte des 19. Jahrhunderts. Im Anschluss lehrte er am Institut für Archivwissenschaft der HU Berlin. 1975 übernahm Groß die Direktion des Staatsarchivs Dresden, die er bis 1994 ausübte. Groß war Mitglied der Sozialistischen Einheitspartei Deutschlands. Währenddessen habilitierte er sich 1987 an der Bergakademie Freiberg mit einer Arbeit über Sachsen zwischen frühkapitalistischer Entwicklung und bürgerlicher Umwälzung (16.–19. Jahrhundert). 1994 folgte Groß einem Ruf der Technischen Universität Chemnitz auf die Professur für Regionalgeschichte Sachsens, die er bis zur Emeritierung 2002 innehatte.
Zwischen 1988 und 2008 war Reiner Groß ordentliches Mitglied der Sächsischen Akademie der Wissenschaften, wo er unter anderem die Historische Kommission leitete. Groß ist Mitherausgeber des Atlas zur Geschichte und Landeskunde von Sachsen.
Groß betreute unter anderem die Dissertationen von Manfred Wilde, Jörg Brückner, Michael Wetzel und Gabriele Viertel.

## Schriften
Monografien
- Die bürgerliche Agrarreform in Sachsen in der ersten Hälfte des 19. Jahrhunderts. Untersuchung zum Problem des Übergangs vom Feudalismus zum Kapitalismus in der Landwirtschaft (= Schriftenreihe des Staatsarchivs Dresden. Band 8). Böhlau Verlag, Weimar 1968 [Diss. phil., Rostock 1964].
- Sachsen zwischen frühkapitalistischer Entwicklung und bürgerlicher Umwälzung (16.–19. Jahrhundert). Aspekte territorialstaatlicher Entwicklung [Habil.-Schrift, Freiberg 1987].
- Die Residenz des sächsischen Königreiches in der bürgerlichen Umwälzung von 1830 bis 1871 (= Beiträge zur Kulturgeschichte. Band 24). Kulturakademie Dresden, Dresden 1990, ISBN 3-910-05508-7.
- Dresden. Edition Leipzig, Leipzig 1997, ISBN 3-361-00468-3.
- Geschichte Sachsens. Edition Leipzig, Leipzig 2001, ISBN 3-361-00505-1.
- Die Wettiner. Kohlhammer Verlag, Stuttgart 2007, ISBN 3-170-18946-8.[2]

Herausgeberschaften
- mit Manfred Kobuch: Beiträge zur Archivwissenschaft und Geschichtsforschung (= Schriftenreihe des Staatsarchivs Dresden. Band 10). Böhlau Verlag, Weimar 1977.
- mit Hermann Rumschöttel: Bayern und Sachsen in der Geschichte. Wege und Begegnungen in archivalischen Dokumenten. Gemeinsame Ausstellung des Bayerischen Hauptstaatsarchivs und des Sächsischen Hauptstaatsarchivs (= Ausstellungskataloge der staatlichen Archive Bayerns. Band 32). Generaldirektion der Staatlichen Archive Bayerns, München 1994, ISBN 3-921-63532-2.